# Peter Griffin
Peter Griffin este personajul principal al serialului animat american O familie dementă (Family Guy). Vocea sa este redată de actorul Seth MacFarlane. A apărut pentru prima dată la 31 ianuarie 1999, în episodul „Death Has a Shadow”. Personajul a fost creat de artistul Seth MacFarlane, care a mai produs și serialul de animație American Dad!.
Peter, un Irlandez-American Catolic cam prostănac dar bine intenționat. De-a lungul seriei, el descoperă că are strămoși Spanioli, Scoțieni, Irlandezi și Germani. Este cunoscut și pentru râsul lui infecțios. 